# PLAYISM
Playism是由日本公司Active Gaming Media旗下的電子遊戲發行部門，於2011年5月成立。該平台專注於獨立遊戲的發行業務，為世界各地的獨立遊戲開發者提供遊戲在地化、除錯與行銷服務，不僅將這些獨立遊戲引進日本，更推廣到全球市場。

## 特色
Playism的對象主要針對於PC獨立遊戲，將日本之外的獨立遊戲進行在地化並引進國內，或是將日本國內的遊戲翻譯成多國語言並輸出至全球。遊戲發行的範圍不僅限於PC平台，也包含諸如Steam、Humble Bundle、GOG.com、Google Play、App Store、PlayStation Store、Xbox Store、任天堂Switch等諸多平台。
早期PLAYISM提供一個數位發行平台，不同於Steam、Uplay之類的平台會額外提供一個獨立的客戶端（DRM）讓玩家購買與下載遊戲，Playism只有在網站上販售遊戲，玩家要直接從Playism網站下載遊戲（免DRM版）。有些遊戲會額外提供一份Steam版遊戲的序號，讓玩家可以自行到Steam平台下載遊戲。

## 歷史
2011年5月11日，Playism日文版網站開始營運，首批販售的遊戲是《機械迷城》與《SpaceChem》，由Active Gaming Media負責這兩款的日語在地化。2012年7月13日，英文版網站正式推出，同時《穆拉納秘寶》PC移植版也在網站上首發販售。
2013年4月，Playism開始和日本的HAL專門學校進行產學合作計畫，由該學校的學生團隊在數月之內製作出遊戲成品，通過Playism與一些獨立遊戲開發者的審核之後，再由Playism翻譯成英文並在網站上販售，將這些作品推廣到海外。
2013年9月，Playism與索尼電腦娛樂合作舉辦一場名為「Indie Stream」的獨立遊戲交流活動，該活動主要由「楢村匠」（代表作《穆拉納秘寶》）和「東江亮」（《Tengami》）兩位獨立開發者所發起，目的在建立一個社群平台，讓日本與海外的獨立開發者們能自由交流、互助合作。
2014年8月，《東方輝針城》開始在Playism網站上販售，這是「東方Project」系列遊戲首次透過第三方網站販售數位版。
2014年12月，Playism宣布將會為一批獨立遊戲發行PlayStation 4或PlayStation Vita版，包含諸如《機械迷城》、《Astebreed》、《Croixleur Sigma》、《巫劍神威控》等作品。
2018年1月，Playism在推特上宣布將會努力推動旗下遊戲進行中文化。

## 負責發行或翻譯的遊戲
- 機械迷城（Machinarium）
- 穆拉納秘寶（La-Mulana）
- 穆拉納秘寶2（日语：LA-MULANA2）（La-Mulana 2）
- 東方輝針城
- 片道勇者（日语：片道勇者）
- 青蛙爆破者（Kero Blaster）
- 莫莫多拉：月下遐想（Momodora: Reverie Under the Moonlight）
- 狂父（Mad Father）
- 殺戮的天使（Angels of Death）
- VA-11 HALL-A
- 返校
- Will：美好世界
- 我是麵包
- 迷你地铁

## 外部連結
- 官方网站（日語）
- 官方网站（英文）